# Anela
Anela (Anèla in sardo) è un comune italiano di 564 abitanti della città metropolitana di Sassari. Fa parte della Comunità montana del Goceano.

## Storia

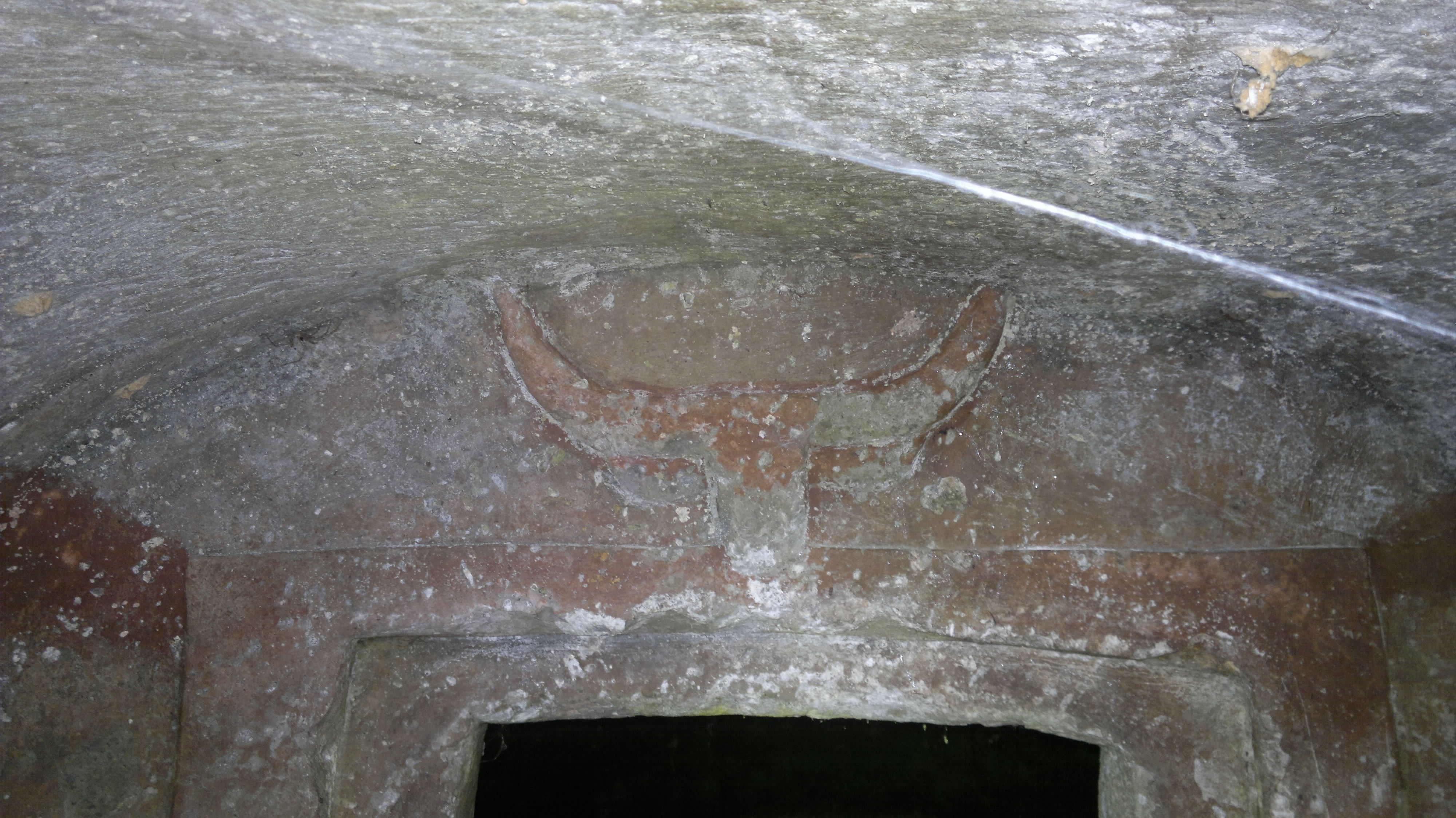
Domus de janas Sos Furrighesos

L'area fu abitata già nel Neolitico, per la presenza sul territorio della necropoli Domus de janas Sos Furrighesos e di alcuni nuraghi.
Molti storici sono concordi nel credere che Anela sia il paese più antico del Goceano, essendo stato fondato probabilmente dai Romani che vi impiantarono una colonia di Latini nell'epoca di Silla.
Nel medioevo appartenne al Giudicato di Torres, e fece parte della Curatoria del Goceano, della quale fu il capoluogo. Alla caduta del giudicato (1259) entrò a far parte del Giudicato di Arborea, e alla caduta di quest'ultimo (1420) entrò nei territori della contea del Goceano del Marchesato di Oristano. Con la sconfitta del marchesato dopo la battaglia di Macomer (1478) passò sotto il dominio aragonese e divenne un feudo regio, amministrato cioè da funzionari reali e non da famiglie di feudatari, fino al 1839 quando fu riscattato al demanio per divenire un comune amministrato da un sindaco e da un consiglio comunale.
Il 31 Luglio 1945 per il paese fu una data tragica, quando sette operai Antincendio dell'Azienda di Stato per le Foreste perirono in un devastante incendio durante lo spegnimento del rogo che aveva colpito il demanio del paese. I sette ragazzi sono ad oggi ricordati con una lapide e delle messe commemorative ogni anno.

### Simboli
Lo stemma e il gonfalone del comune di Anela sono stati concessi con decreto del presidente della Repubblica del 30 aprile 1960.
Il gonfalone è un drappo partito di bianco e di azzurro.

## Monumenti e luoghi d'interesse

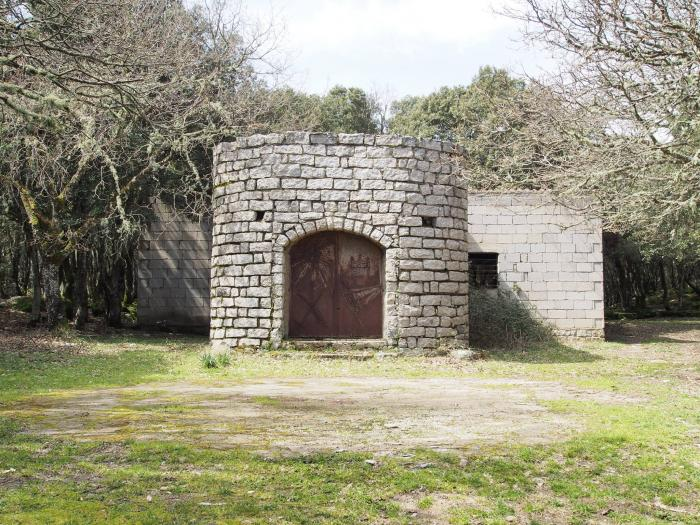
Chiesa di San Giorgio

A circa 1000 m s.l.m., molto distanti dal centro abitato sono presenti i resti di un avamposto militare bizantino, composto da una cinta muraria di circa 300 metri con quattro torri angolari al di sopra di una delle quali si trovano le rovine di una chiesa romanica dedicata a san Giorgio di Aneletto, eretta nel 1100 ed appartenente ai monaci camaldolesi nel 1163, circa cinque secoli dopo dell'insediamento bizantino, nel VII secolo.
In buone condizioni (ma è stata restaurata varie volte) si trova invece la chiesa di Santa Maria di Mesumundu, non lontana dall'abitato edificata nel 1162 dai Cistercensi e donata nello stesso secolo ai camaldolesi dal vescovo di Castro.
Degna di nota, è la Domus de janas Sos Furrighesos che è situata interamente nel territorio comunale, ed è una necropoli che è costituita da 18 domus de janas, scavate su tre livelli orizzontali sovrapposti, per un'altezza massima di m 3 sul piano di campagna.
In base ai materiali rinvenuti nel corso degli scavi le sepolture sono state datate ad un periodo compreso tra il Neolitico finale (cultura di San Michele, 3200-2800 a.C.) e il Bronzo antico (cultura di Bonnanaro, 1800-1600 a.C.).
Le tombe erano raggiungibili grazie a delle tacche incise sulle rocce, un accurato sistema di canalette convogliava le acque piovane e d'infiltrazione verso il basso e ai lati dei portelli delle tombe, preservando decorazioni, salme e corredi funebri dall'umidità e dal degrado. Gli ingressi erano chiusi con portelli di legno o pietra.
Altre costruzioni storiche sono Funtana Noa (una fontana in granito sita al centro del paese) una caratteristica torre, entrambe del 1886, e la chiesa parrocchiale dei Santi Cosma e Damiano; di notevole interesse naturalistico la foresta demaniale detta Forest'Anela.

## Società

### Evoluzione demografica
Abitanti censiti

Come si può notare dal grafico il comune di Anela ha fatto registrare nel censimento del 1991 una popolazione pari a 939 abitanti. Nel censimento del 2001 ha denunciato invece una popolazione pari a 817 abitanti, mostrando quindi nel decennio 1991-2001 una variazione percentuale di abitanti pari al -13,00%.

### Lingue e dialetti
La variante del sardo parlata ad Anela è quella logudorese centrale o comune.

## Economia
Sul territorio del comune di Anela risultano esistere 10 attività industriali con 29 addetti pari al 9,12% della forza lavoro occupata, 23 attività di servizio con 32 addetti pari al 10,06% della forza lavoro occupata, altre 19 attività di servizio con 75 addetti pari al 23,58% della forza lavoro occupata e 9 attività amministrative con 182 addetti pari al 57,23% della forza lavoro occupata.

## Amministrazione

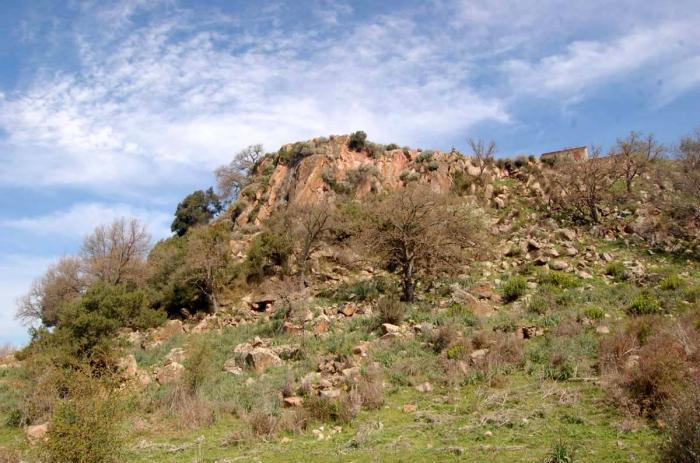
Domus de janas Sos Furrighesos

| Periodo        | Periodo        | Primo cittadino       | Partito                               | Carica  | Note   |
| -------------- | -------------- | --------------------- | ------------------------------------- | ------- | ------ |
| 23 aprile 1995 | 16 aprile 2000 | Antonio Dettori       | liste civiche di centro-sinistra      | Sindaco | [ 12 ] |
| 16 aprile 2000 | 8 maggio 2005  | Giovanni Flore        | lista civica                          | Sindaco | [ 13 ] |
| 8 maggio 2005  | 30 maggio 2010 | Giovanni Flore        | lista civica                          | Sindaco | [ 14 ] |
| 30 maggio 2010 | 11 giugno 2017 | Giovanni Dettori      | lista civica "Rinnovamento per Anela" | Sindaco | [ 15 ] |
| 11 giugno 2017 | 13 giugno 2022 | Antonio Damiano Mulas | lista civica "Unidos Pro Anela"       | Sindaco | [ 16 ] |
| 13 giugno 2022 | in carica      | Giangiuseppe Nurra    | lista civica "Unidos Pro Anela"       | Sindaco | [ 17 ] |